# Фундени (Галац)
Фундени (рум. Fundeni) насеље је у Румунији у округу Галац у општини Фундени. Oпштина се налази на надморској висини од 12 m.

## Становништво
Према подацима из 2002. године у насељу је живело 3990 становника, од којих су сви румунске националности.

### Хронологија
| Година       | 1992 | 1993 | 1994 | 1995 | 1996 | 1997 | 1998 | 1999 | 2000 | 2001 | 2002 | 2003 | 2004 | 2005 | 2006 | 2007 | 2008 | 2009 | 2010 | 2011 | 2012 | 2013 | 2014 | 2015 | 2016 | 2017 |
| ------------ | ---- | ---- | ---- | ---- | ---- | ---- | ---- | ---- | ---- | ---- | ---- | ---- | ---- | ---- | ---- | ---- | ---- | ---- | ---- | ---- | ---- | ---- | ---- | ---- | ---- | ---- |
| Становништво | 4085 | 4083 | 4080 | 4078 | 4065 | 4029 | 4059 | 4033 | 4039 | 4076 | 4058 | 4082 | 4078 | 4074 | 4080 | 4100 | 4096 | 4082 | 4066 | 4033 | 4034 | 4011 | 3976 | 3947 | 3906 | 3883 |